# لیام بریدکات
لیام بریدکات (انگلیسی: Liam Bridcutt؛ زادهٔ ۸ مهٔ ۱۹۸۹) بازیکن فوتبال اهل بریتانیا است.
از باشگاه‌هایی که در آن بازی کرده‌است می‌توان به باشگاه فوتبال لیدز یونایتد، باشگاه فوتبال یئوویل تاون، باشگاه فوتبال چلسی، باشگاه فوتبال استوک‌پورت کانتی، باشگاه فوتبال واتفورد، باشگاه فوتبال برایتون اند هوو آلبیون، و باشگاه فوتبال ساندرلند اشاره کرد.
وی همچنین در تیم ملی فوتبال اسکاتلند بازی کرده‌است.